# DeBary
DeBary es una ciudad ubicada en el condado de Volusia en el estado estadounidense de Florida. En el Censo de 2010 tenía una población de 19320 habitantes y una densidad poblacional de 342,46 personas por km². Se encuentra a la orilla del río San Juan.

## Geografía

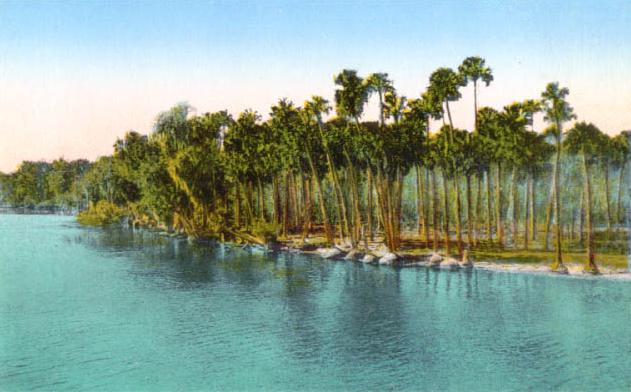
El río San Juan cerca de DeBary, c. 1915

DeBary se encuentra ubicada en las coordenadas 28°52′53″N 81°19′27″O / 28.88139, -81.32417. Según la Oficina del Censo de los Estados Unidos, DeBary tiene una superficie total de 56.42 km², de la cual 49.12 km² corresponden a tierra firme y (12.93%) 7.29 km² es agua.

## Demografía
Según el censo de 2010, había 19320 personas residiendo en DeBary. La densidad de población era de 342,46 hab./km². De los 19320 habitantes, DeBary estaba compuesto por el 90.5% blancos, el 3.98% eran afroamericanos, el 0.32% eran amerindios, el 1.87% eran asiáticos, el 0.01% eran isleños del Pacífico, el 1.56% eran de otras razas y el 1.76% pertenecían a dos o más razas. Del total de la población el 9.09% eran hispanos o latinos de cualquier raza.